# Verwaltungsgemeinschaft Tann
Die Verwaltungsgemeinschaft Tann liegt im niederbayerischen Landkreis Rottal-Inn und wird von folgenden Gemeinden gebildet:
1. Reut, 1693 Einwohner, 30,75 km²
2. Tann, Markt, 4049 Einwohner, 37,54 km²

Sitz der Verwaltungsgemeinschaft ist Tann.
Der Verwaltungsgemeinschaft gehörte von der Gründung am 1. Mai 1978 bis 31. Dezember 1979 auch die Gemeinde Zeilarn an.